# Samuel John Birch
Samuel John Birch RA (* 7. Juni 1869 in Egremont, Cheshire; † 7. Januar 1955 in Lamorna, Cornwall) war ein britischer Maler des Spätimpressionismus und ein wichtiger Vertreter der Newlyn School, einer Künstlerkolonie des späten 19. und frühen 20. Jahrhunderts. Bekannt ist er vor allem unter dem Künstlernamen Lamorna Birch. Abgesehen von kurzen Studien in der Académie Colarossi in Paris 1895 war Birch Autodidakt und betrieb im Selbstunterricht eigene Malstudien.
Birch gilt zwar als Maler des nördlichen Englands, aber seine wichtigste Schaffensperiode war in der Zeit, als er sich 1902 in der südwestenglischen Grafschaft Cornwall im kleinen Ort Lamorna niederließ. Viele seiner bekannten Gemälde stammen aus dieser Zeit und zeigen gewöhnlich Ansichten der Bucht von Lamorna. Auf Anregung des Malerkollegen Stanhope Forbes nahm Birch den Künstlernamen Lamorna Birch an, um sich von Lionel Birch, ebenfalls Maler aus der Gegend, zu unterscheiden.
Birch war auch Mentor und Vaterfigur der Lamorna Group, einer Gruppe von Künstlern aus der Newlyn School, darunter Stanley Gardiner, Frank Gascoigne Heath, Harold Knight, Laura Knight, Charles Naper und Ella Naper, die zu Beginn des 20. Jahrhunderts eine zweite Künstlerkolonie im Lamorna-Tal gründeten.
Birch stellte erstmals 1892 an der Royal Academy aus und erhielt seine erste Einzelausstellung 1906 an der Fine Art Society. Birch wurde 1926 zum außerordentlichen Mitglied der Royal Academy gewählt und acht Jahre später als vollwertiges Mitglied aufgenommen. In seiner langen und bemerkenswerten Karriere stellte er an der Royal Academy mehr als 200 Arbeiten aus und wurde in einer Vielzahl von Ausstellungen landesweit und auch außerhalb Englands geehrt.
Vermutlich schuf Lamorna Birch in seinem Leben mehr als 20.000 Bilder, die heute noch auf Auktionen gehandelt und in Galerien verkauft werden. Einige Gemälde befinden sich im Penlee House in Penzance.
Samuel John Birch war verheiratet mit Emily Houghton Birch, die gelegentlich als Landschaftsmalerin ausstellte. Sie hatten mehrere Kinder, darunter Joan Houghton Birch, später nach ihrer Heirat Joan Paxton-Petty. Sie war ebenfalls als Landschaftsmalerin tätig und wanderte nach dem Zweiten Weltkrieg nach Australien aus.